# Oxenstierna (Adelsgeschlecht)

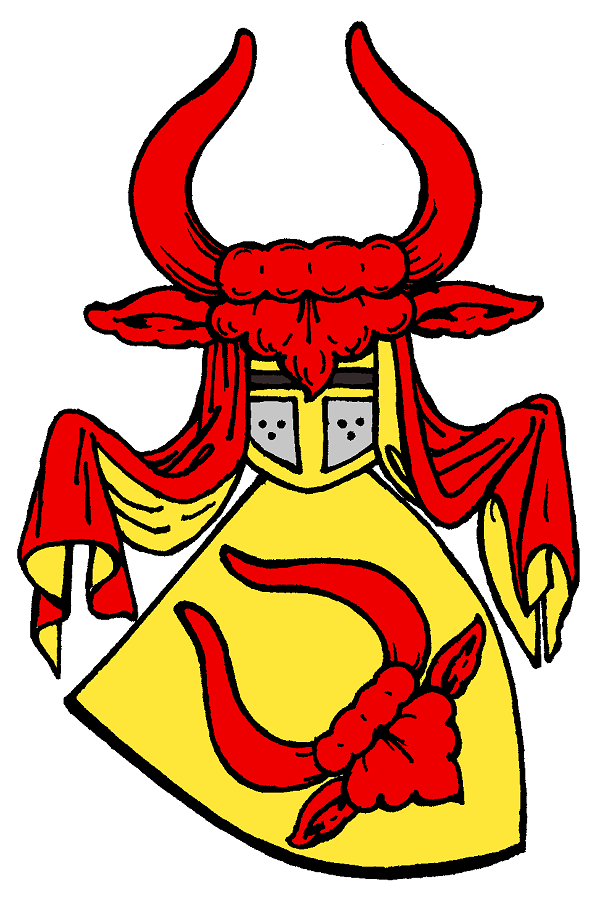
Wappen der Oxenstierna

Oxenstierna (schwedische Aussprache: ʊksɛnˌɧæːɳa) ist der Name eines alten schwedischen Adelsgeschlechts aus Småland. Der Stammvater ist Nils in Långserum, dessen Sohn Gjurd Nilsson († um 1312) eine Ochsenstirn im Schild führte. Von diesem Wappen leitet sich der vor 1500 angenommene Familienname ab.

## Geschichte
Bereits zur Zeit der Kalmarer Union waren mehrere Mitglieder des Geschlechts Reichsverweser in Schweden.

Reichskanzler Axel Oxenstierna (* 1583; † 1654), 1626

 Bedeutendster Angehöriger des Adelsgeschlechts war Axel Oxenstierna, der von 1612 bis zu seinem Tod 1654 als schwedischer Reichskanzler, zuerst unter König Gustav Adolf, nach dessen Tod 1632 dann als Vormund für dessen minderjährige Tochter Christina die Regierungsgeschäfte führte. Er reformierte die schwedische Verwaltung, setzte im Dreißigjährigen Krieg territoriale Gewinne gegen Dänemark und Deutschland durch und sicherte Schwedens Großmachtstellung im Ostseeraum.

## Wappen

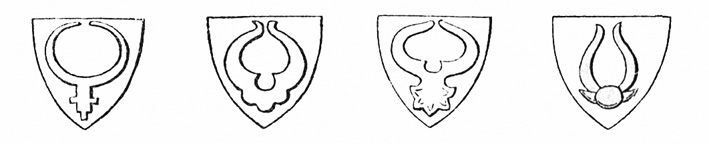
Älteste Siegelabdrücke der Familie mit der Ochsenstirn

Das Stammwappen zeigt im goldenen Schild eine rote Ochsenstirn mit roten Ohren und emporwachsenden roten Stierhörnern. Auf dem Helm mit rot-goldenen Decken das Schildbild.

## Bekannte Namensträger

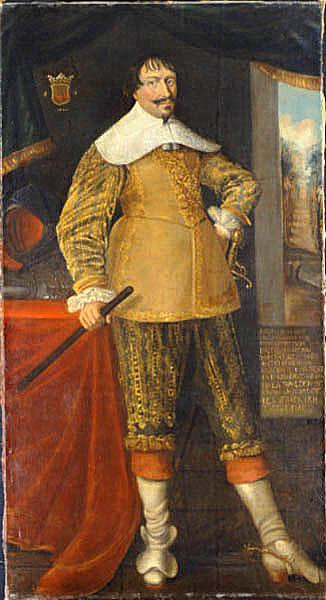
Bengt Bengtsson Oxenstierna (1591–1643), Generalgouverneur von Ingermanland und Livland

- Jöns Bengtsson Oxenstierna* der Ältere, († um 1399)
- Nils Jönsson Oxenstierna*, Reichsverweser († 1450)
- Bengt Jönsson Oxenstierna*, Lagman (Reichsrat) in Uppland († um 1450), Vorfahr aller weiteren Amtsträger aus dieser Familie
- Jöns Bengtsson Oxenstierna* (1417–1467), Erzbischof und Reichsverweser
- Gabriel Kristiernsson Oxenstierna (1500–1585), 1568 Gouverneur in Estland
- Erik Gabrielsson Oxenstierna (1546–1594), 1590 Gouverneur in Estland
- Gustaf Gabrielsson Oxenstierna (1551–1597), schwedischer Staatsmann
- Axel Gustafsson Oxenstierna (1583–1654), politischer Führer im Dreißigjährigen Krieg
- Gabriel Bengtsson Oxenstierna (1586–1656), Reichsadmiral und Reichsschatzmeister, Vetter von Axel Oxenstierna
- Bengt Bengtsson Oxenstierna (1591–1643), Generalgouverneur von Ingermanland und Livland
- Johan Axelsson Oxenstierna (1611–1657), Staatsmann
- Gustaf Gabrielsson Oxenstierna (1613–1648), Gouverneur von Estland
- Bengt Gabrielsson Oxenstierna (1623–1702), Politiker und Diplomat
- Erik Axelsson Oxenstierna (1624–1656), Staatsmann und Reichskanzler
- Gabriel Turesson Oxenstierna (1642–1707), Statthalter von Pfalz-Zweibrücken
- Johan Gabriel Oxenstierna (1750–1818), schwedischer Dichter, Diplomat und Mitglied der Svenska Akademien
- Johan Gabriel Oxenstierna (1899–1995), Moderner Fünfkämpfer

* Bei allen vor 1500 Geborenen bestand der offizielle Name nur aus Vornamen und Patronym, war ‚Oxenstierna‘ nur Beiname